# Lacul Hauroko

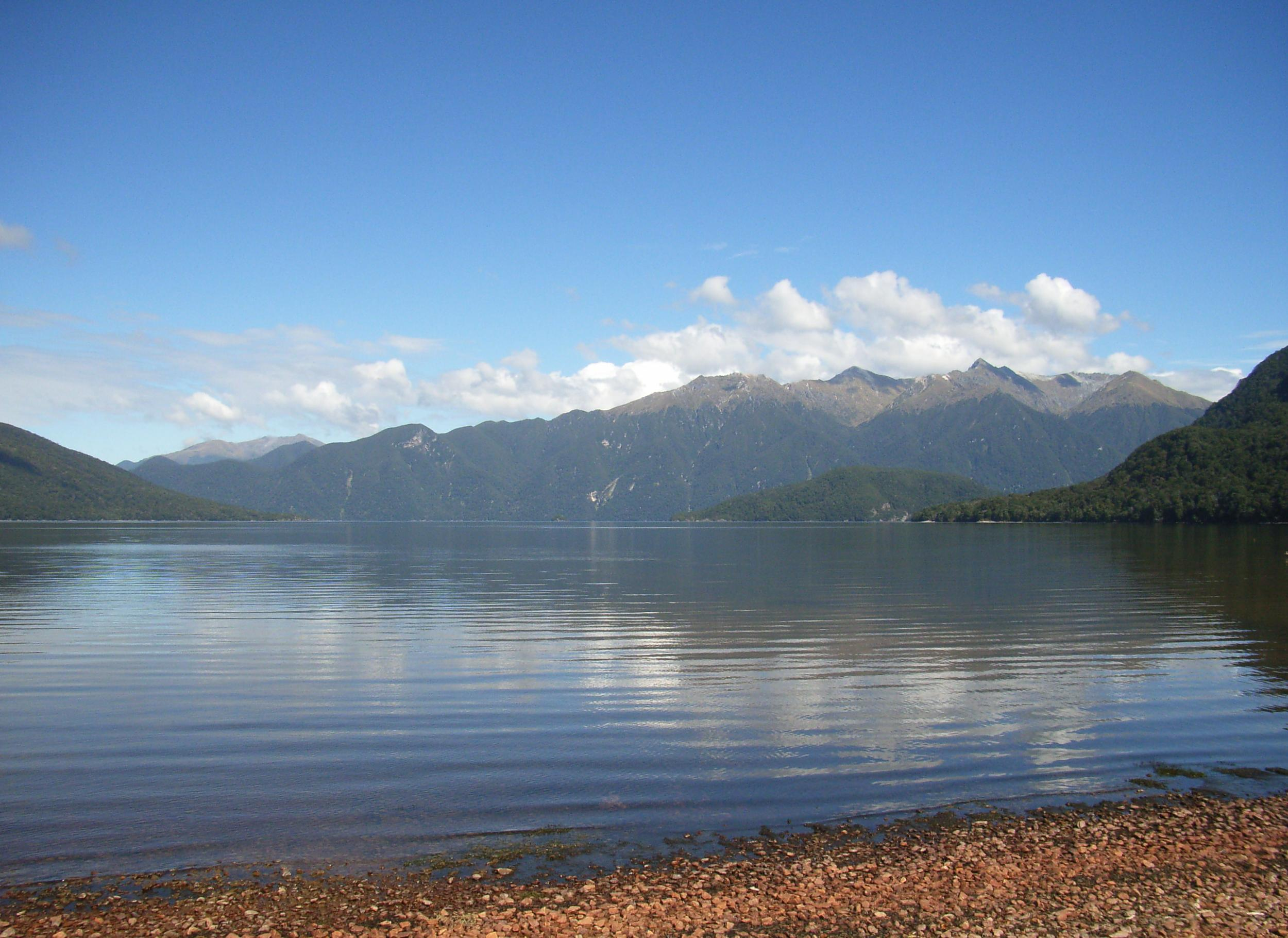
Lacul Hauroko

Lacul Hauroko este un lac, amplasat la altitudinea de 150 m deasupra n.m. în Parcul Național Fiordland pe Insula de Sud (Noua Zeelandă). Lacul are forma literei "S", are o suprafață de 63 km² și o adâncime maximă de 463 m, el fiind cel mai adânc lac din Oceania.